# Трактат о налогах и сборах
Трактат о налогах и сборах (англ. Treatise of Taxes & Contributions, 1662) — произведение английского экономиста Уильяма Петти.

## Содержание
Книга включает Предисловие и 15 глав:
1. О различных видах государственных расходов;
2. О причинах, которые увеличивают и делают более тягостными различные виды государственных расходов;
3. Каким образом можно ослабить причины недовольства налогоплательщиков;
4. О разных способах взимания налогов, в первую очередь путём выделения из всей территории соответственной части для государственных надобностей в виде коронных земель, во-вторых же, путём обложения, или поземельного налога;
5. О проценте;
6. О таможенных пошлинах и вольных гаванях;
7. О подушном налоге;
8. О лотереях;
9. О добровольных взносах;
10. О наказаниях;
11. О монополиях и должностях;
12. О десятине;
13. О различных менее значительных способах взимания денег;
14. О повышении и снижении достоинства монет и об их порче;
15. Об акцизе.

## Идеи
Для ученого свойственно перенесение анализа образования богатства в сферу производства. Крылатым стало его высказывание из этой книги: «Труд есть отец и активнейший принцип богатства, а земля его мать». У. Петти анализировал различия между стоимостью, которую он называет «естественной ценой», и рыночной ценой — в его терминологии «политической ценой». По мнению английского ученого, одинаковое количество труда, затраченного на производство одного бушеля хлеба и одной унции серебра, лежат в основе сопоставления их стоимостей.

## Переводы
Книга трижды выходила на русском языке в сборниках:
- в книге У. Петти «Экономические и статистические работы» (М.: Соцэкгиз, 1940);
- в книге «Антология экономической мысли» (М.: Эконов, 1993. Т.1);
- в книге У. Петти «Трактат о налогах и сборах. Verbum sapienti — слово мудрым. Разное о деньгах» (М.: Ось-89, 1997).